# Jelovšek
Jelovšek je priimek v Sloveniji, ki ga je po podatkih Statističnega urada Republike Slovenije na dan 1. januarja 2010 uporabljalo 182 oseb.

## Znani nosilci priimka
- Alenka Jelovšek (*1984), zgodovinska jezikoslovka, leksikologinja, leksikografka
- Ana Jelovšek (1823—1875), Prešernova ljubica, mati njegovih otrok
- Edvard Jelovšek (1910—1985), amaterski zgodovinar
- Ernestina Jelovšek (1842—1917), Prešernova hči
- Franc Jelovšek (1700—1764), slikar
- Franc Jelovšek (ladjar) (1819—1880), poslovnež in ladjar
- Gabrijel Jelovšek (1858—1927), poslovnež, politik in mecen
- Krištof Andrej Jelovšek (1729—1776), slikar
- Tomaž Jelovšek, arhitekt
- Sanja Jelovšek (*2001), zgodovinarka

### Tuji nosilci
- Vladimir Jelovšek (1879—1934), hrvaški pesnik in zdravnik okulist, mož Zofke Kveder